# ایزیدور نیفلوت
ایزیدور نیفلوت (انگلیسی: Isidor Niflot; ۱۶ آوریل ۱۸۸۱ – ۲۹ مهٔ ۱۹۵۰) کشتی‌گیر اهل ایالات متحده آمریکا بود.